# Staatspreis für künstlerische Fotografie
Der Staatspreis für künstlerische Fotografie der Republik Österreich wird seit 1990 vom Bundesministerium für Unterricht, Kunst und Kultur in unregelmäßigen Abständen verliehen und ist mit 22.000 Euro (2009) bzw. 25.000 Euro (2018) dotiert. Die Auswahl des Preisträgers obliegt einer Jury, die vom Bundesminister bestellt wird. Der Preisträger muss österreichischer Staatsbürger sein oder seinen ständigen Wohnsitz im Bundesgebiet haben.
Neben dem Staatspreis für künstlerische Fotografie werden durch das Bundesministerium zwei weitere Preise vergeben:
- Der Kunstpreis für künstlerische Fotografie wurde bis 2009 als Würdigungspreis für künstlerische Fotografie bezeichnet und erhielt 2010 seinen jetzigen Namen. Die Verleihung erfolgt jährlich im Rahmen der Österreichischen Kunstpreise.
- Der Outstanding Artist Award für künstlerische Fotografie existiert seit 1981 und wurde bis 2009 als Förderungspreis für künstlerische Fotografie bezeichnet. Er erhielt 2010 seinen jetzigen Namen, die Verleihung des mit 8.000 Euro dotierten Preises erfolgt jährlich als Kategorie der Outstanding Artist Awards.[2]

## Staatspreis für künstlerische Fotografie
- 1991: Inge Morath
- 1994: Franz Hubmann
- 1997: Erich Lessing
- 2001: Harry Weber
- 2005: Friedl Kubelka-Bondy
- 2009: Manfred Willmann
- 2013: Peter Dressler
- 2016: Margherita Spiluttini
- 2019: Seiichi Furuya
- 2023: Aglaia Konrad[3]